# Merete Van Kamp
Merete van Kamp, född 17 november 1961 i Kolding, är en dansk fotomodell och skådespelerska. Som tonåring påbörjade hon sin karriär som modell i Europa och så småningom inledde hon även en skådespelarkarriär i USA. Hon fick sitt genombrott som skådespelerska med titelrollen i TV-filmen Princess Daisy (1983), baserad på en roman av Judith Krantz. Därefter har hon bland annat medverkat i TV-serien Dallas (1985–1986).